# Clínica los Naranjos
La Clínica Los Naranjos es un hospital privado perteneciente al Grupo Hospitalario HLA y ubicado en la ciudad española de Huelva, provincia de Huelva. 

## Historia
El centro comenzó a prestar servicio en 1976 como una sociedad de cirujanos y traumatólogos en el edificio de un chalet de mediados del siglo XX. En 1988 la empresa HLA (Asisa) adquirió el centro hospitalario y lo rehabilitó. En 2019 incorporó una nueva unidad oftalmológica.